# Piper gutierrezii
Piper gutierrezii är en pepparväxtart som beskrevs av Truman George Yuncker. Piper gutierrezii ingår i släktet Piper och familjen pepparväxter. Inga underarter finns listade i Catalogue of Life.